# Estación Tomás Manuel de Anchorena
Tomás Manuel de Anchorena es una estación ferroviaria ubicada en la localidad homónima, Departamento Catriló, Provincia de La Pampa, Argentina.

## Ubicación
La estación se encuentra a 580 km de la Ciudad Autónoma de Buenos Aires.

## Servicios
No presta servicios de pasajeros ni de cargas, sin embargo sus vías están concesionadas a la empresa Ferroexpreso Pampeano.